# Amelia Laskey

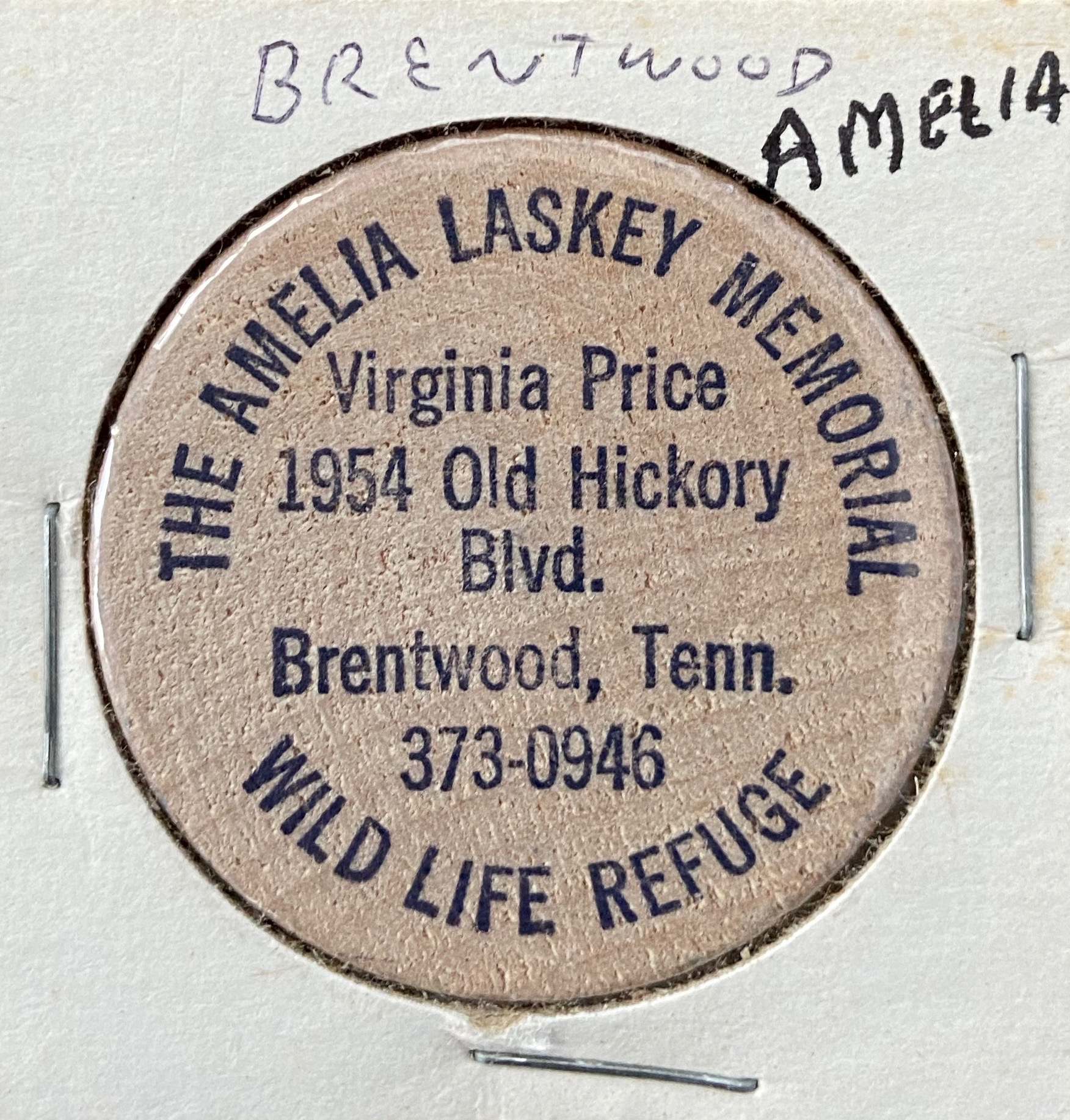
1954 Holzmünze Amelia Laskey Memorial Wild Life Refuge in Brentwood, Tennessee

 Amelia Laskey  (* 12. Dezember 1885 in Bloomington (Indiana), USA; † 19. Dezember 1973 in Nashville, Tennessee, USA) war eine US-amerikanische Amateur-Naturforscherin, Ornithologin und Autorin.  Sie war eine Autodidaktin ohne formale wissenschaftliche Ausbildung, leistete viele Beiträge zur Ornithologie und veröffentlichte in angesehenen wissenschaftlichen Zeitschriften. Sie gründete 1936 das älteste Überwachungsprogramm für Eastern Bluebird-Nistkästen in den USA, um den Bruterfolg von Drosseln zu überwachen.

## Leben und Werk
Laskey wurde als Amelia Rudolph als Tochter von Susan und Frank Rudolph geboren, die deutschen Einwandererfamilien entstammten. Ihr Vater besaß ein Bauunternehmen und ihre Mutter war eine begeisterte Gärtnerin. Laskey besuchte die Schule in Chicago bis zur High School, wurde anschließend Stenographin bei der Oliver Typewriter Company und unterrichtete Mädchen an der Sonntagsschule der Ogden Park Methodist Church. Sie heiratete 1911 Fredrick C. Laskey und 1921 zogen sie und ihr Mann nach Nashville, Tennessee, wo ihr Mann als Manager bei Swift and Company arbeitete.

## Ornithologische Forschung

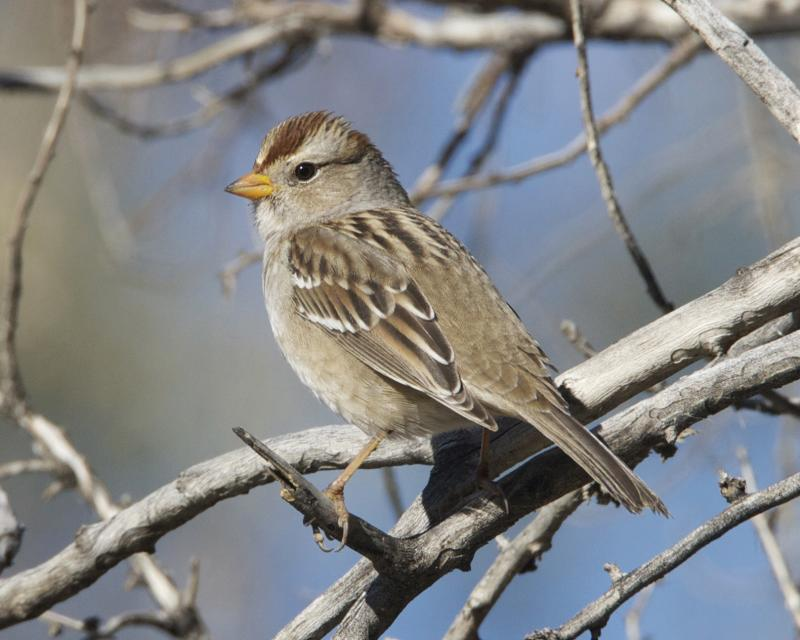
Zonotrichia leucophrys gambelii, Nevada

Nach ihrem Umzug 1921 nach Nashville wurde Laskey Mitglied einer lokalen literarischen Gesellschaft und trat 1928 in die Tennessee Ornithological Society ein.

### Vogelverhaltensstudien
Laskeys erste Untersuchungen begannen mit dem Zugverhalten von Schornsteinseglern, Kuhstärlingen und Spottdrosseln. Zu diesem Zweck erhielt sie vom United States Fish and Wildlife Service eine Bird-Banding-Lizenz. Laskey begann daraufhin mit systematischen Untersuchungen des Vogelverhaltens und des Vogelzugs. Sie entdeckte, dass Kaminsegler in Peru überwinterten. Sie stellte in ihren Untersuchungen fest, dass Feldsperlinge zwar ganzjährig in Tennessee leben, sich die Winterpopulation jedoch von der Sommerpopulation der Feldsperlinge unterscheidet. Laskey untersuchte auch das Nistverhalten von Drosseln und identifizierte als erste eine Dachsammer, eine seltene Vogelart in Tennessee. Andere seltene Arten in Tennessee, die sie beobachtete, waren die Bicknelldrossel, der Feldsperling und die Harris-Ammer. Sie wurde insbesondere für ihre Studie über das Verhalten von Spottdrosseln bekannt. Laskey untersuchte die Gesangsentwicklung der Art, das Paarungsverhalten, die Anzahl der Partner, ihre Gelegegröße und die Territorialverteidigung. Sie entdeckte auch, dass Braunkopf-Kuhstärlinge monogam waren.

## Vogelrettung
Ab 1948 untersuchte Laskey, warum viele Vögel aus bis dahin unbekannten Gründen am Flughafen Nashville und an anderen Flughäfen starben. Bei ihrer Untersuchung entdeckte sie, dass Vögel durch das intensive Licht eines Instruments zur Messung der Wolkendecke, insbesondere während der Zugperioden desorientiert wurden. Laskey  fand heraus, dass der Vogeltod durch die Verwendung von geeignet gefiltertem Licht vermieden werden könnte. Die Luftfahrtbehörden der US-Regierung haben die Verwendung solcher Filter vorgeschrieben, wodurch das Problem des Vogelsterbens, welches durch die Verwendung von Ceilometer verursacht wird, gelöst wird.  Laskey war auch eine Pionierin der Erforschung von Zugvogelopfern an Fernsehtürmen.

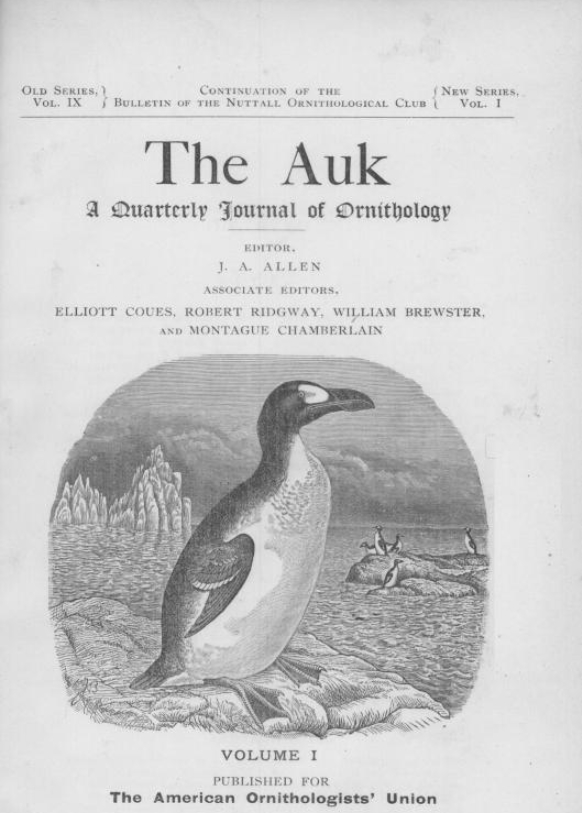
Das erste Cover von The Auk, einer wissenschaftlichen Zeitschrift, in der Laskey 12 Artikel veröffentlichte

Zu Beginn ihrer wissenschaftlichen Untersuchungen korrespondierte Laskey mit der Ornithologin Margaret Morse Nice, die Laskey ermutigte, in wissenschaftlichen ornithologischen Zeitschriften zu veröffentlichen. Dies führte zu Kooperationen mit anderen Ornithologen, darunter mit dem Ornithologen Josselyn Van Tyne. Laskey veröffentlichte von 1933 bis 1973 mehr als 150 Artikel in ornithologischen Zeitschriften.
Sie wurde 1933 Mitglied der  American Ornithological Society und war ein Life Member der Wilson Ornithological Society und der Tennessee Ornithological Society. Sie war Mitglied der Northeastern Bird-Banding Association und verschiedenen anderen regionale Banding-Gesellschaften. Sie war Mitglied des Hawk Mountain Sanctuary und des ersten Board of Directors des Children’s Museum in Nashville.
Laskey starb im Alter von 88 Jahren und wurde neben ihrem Mann im Woodlawn Memorial Park and Mausoleum in Nashville beigesetzt.

## Ehrungen
- Amelia Laskey Holzmünze zum Gedenken an das Amelia Laskey Wildlife Refuge in Brentwood, Tennessee.
- Laskey wurde 1966 zum Fellow der American Ornithological Society ernannt, der sie seit 1933 angehörte.
- Das Eastern Bluebird Nesting Project in den Warner Parks von Nashville, Tennessee, wurde 1936 von Amelia Laskey gestartet und ist das älteste Nistprojekt in den Vereinigten Staaten.[7]

## Veröffentlichungen (Auswahl)
- Cowbird Behavior. 1950.
- Another disaster to migrating birds at the Nashville airport. Migrant, 22, S. 57–60, 1951.
- Breeding Biology of Mockingbirds. Auk 79, S. 596–606, 1962.
- The manner of feeding fleddgling woodpeckers. Wilson-Bulletin, 78 (1):, S. 64–67, 1966.